# Eastleigh Football Club
Pour les articles homonymes, voir Eastleigh (homonymie).
Maillots
Actualités
Eastleigh Football Club est un club de football anglais basé à Eastleigh dans l'Hampshire. 
Le club évolue depuis la saison 2014-2015 en National League (cinquième division anglaise).

## Repères historiques
Le club est promu en National League (cinquième division anglaise) pour première fois en 2014.
Le 9 janvier 2016, le club rencontre Bolton Wanderers pour le troisième tour de la FA Cup (1-1).

## Palmarès
- Conference South
  - Vainqueur : 2014

## Anciens joueurs
- Jason Dodd
- Francis Benali

## Entraîneurs
- 2006-2007 :  Jason Dodd